# Hedinichthys yarkandensis
Hedinichthys yarkandensis är en fiskart som först beskrevs av Day, 1877.  Hedinichthys yarkandensis ingår i släktet Hedinichthys och familjen grönlingsfiskar. Inga underarter finns listade i Catalogue of Life.